# 博东维利耶
博东维利耶（法語：Baudonvilliers，法語發音：[bodɔ̃vilje]）是法国默兹省的一个市镇，属于巴勒迪克区。

## 地理
博东维利耶（48°41'16"N, 5°1'1"E）面积3.07 平方千米，位于法国大東部大區默兹省，该省份为法国西北部内陆省份，北与比利时接壤，西接马恩省和阿登省，南至上马恩省和孚日省，东临默尔特-摩泽尔省。
与博东维利耶接壤的市镇（或旧市镇、城区）包括：特鲁瓦方丹拉拜、尚斯奈、利勒昂里戈、索姆洛讷。

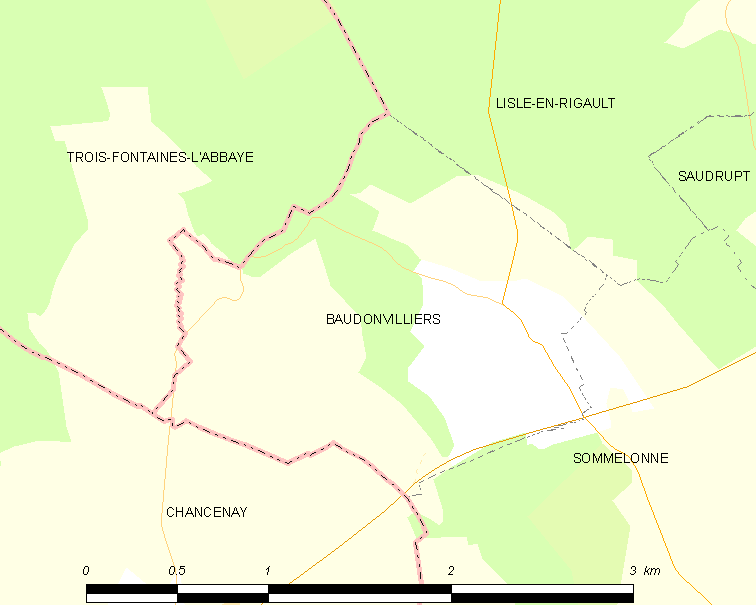
博东维利耶的OSM定位图

博东维利耶的时区为UTC+01:00、UTC+02:00（夏令时）。

## 行政
博东维利耶的邮政编码为55170，INSEE市镇编码为55031。

## 政治
博东维利耶所属的省级选区为昂塞维尔县。

## 人口

1962-2008年间博东维利耶人口变化图示

博东维利耶于2022年1月1日时的人口数量为377人。